# AeroVironment SkyTote
SkyTote
SkyTote
- 用途：無人航空機
- 分類：テールシッター式垂直離着陸機
- 製造者：エアロバイロンメント（英語版）社
- 運用者：空軍研究所
- 退役：2010年
- 運用状況：退役

SkyToteは、固定翼機の利点を兼ね備えるテールシッター式無人垂直離着陸機。垂直離陸から前進飛行への遷移時に制御するためにニューラルネットワーク制御装置がGuided Systems Technologiesによって設計され、機体に使用された。本機はアメリカ空軍空軍研究所による契約下でエアロバイロンメントによって開発され、第一の用途は貨物輸送だった。
SkyToteは遠隔操作機能を備えた専用のフライバイワイヤを特徴とする。
2010年8月時点で、Guided Systems TechnologiesのウェブサイトではSkyToteは過去の製品として扱われている。